# 查日马湾核泄漏事故
查日马湾核泄漏事故（俄语：Радиационная авария в бухте Чажма）是一起发生在1985年8月10日的核事故，而且與苏联太平洋舰队的核动力潜艇K-431（675型“回声II”级）有關。事故导致了严重的放射性污染，造成11人当场死亡，约290人遭受不同程度的辐射暴露。该事故一直被严格保密，直到多年后才逐步公开。